# Vebron
Vebron ou Vébron est une commune française, située dans le sud du département de la Lozère en région Occitanie.
Exposée à un climat de montagne, elle est drainée par le Gardon de Sainte-Croix, le Tarnon, le ruisseau de Fraissinet et par divers autres petits cours d'eau. Incluse dans les Cévennes, la commune possède un patrimoine naturel remarquable : cinq sites Natura 2000 (les « vallées du Tarn, du Tarnon et de la Mimente », la « vallée du Gardon de Mialet », le « causse Méjean », « les Cévennes » et les « gorges du Tarn et de la Jonte ») et onze zones naturelles d'intérêt écologique, faunistique et floristique.
Vebron est une commune rurale qui compte 225 habitants en 2022, après avoir connu un pic de population de 1 510 habitants en 1846.  Ses habitants sont appelés les Vebronnais ou Vebronnaises.

## Géographie
Vebron est située dans le sud du département de la Lozère, entre les gorges du Tarn et les gorges de la Jonte, entre le causse Méjean et les Cévennes, et au pied du mont Aigoual. Entouré à la fois de schiste et de calcaire, le village s'étale aux abords du Tarnon qui se jette dans le Tarn à Florac.
Le point culminant de la commune se trouve au sommet du mont Gargo à 1 247 mètres d'altitude.

### Communes limitrophes
Les communes limitrophes sont  Barre-des-Cévennes, Bassurels, Cans et Cévennes, Florac Trois Rivières, Fraissinet-de-Fourques, Gatuzières, Gorges du Tarn Causses, Hures-la-Parade, Le Pompidou et Rousses.
|                 | Gorges du Tarn Causses | Florac Trois Rivières                |
| Hures-la-Parade | Vebron                 | Cans et Cévennes, Barre-des-Cévennes |
| Gatuzières      | Fraissinet-de-Fourques | Le Pompidou, Bassurels, Rousses      |

### Climat
Pour des articles plus généraux, voir Climat de l'Occitanie et Climat de la Lozère.
En 2010, le climat de la commune est de type climat des marges montargnardes, selon une étude s'appuyant sur une série de données couvrant la période 1971-2000. En 2020, Météo-France publie une typologie des climats de la France métropolitaine dans laquelle la commune est exposée à un climat de montagne ou de marges de montagne et est dans la région climatique Sud-est du Massif Central, caractérisée par une pluviométrie annuelle de 1 000 à 1 500 mm, minimale en été, maximale en automne.
Pour la période 1971-2000, la température annuelle moyenne est de 10,5 °C, avec une amplitude thermique annuelle de 16 °C. Le cumul annuel moyen de précipitations est de 1 362 mm, avec 10,1 jours de précipitations en janvier et 4,9 jours en juillet. Pour la période 1991-2020, la température moyenne annuelle observée sur la station météorologique la plus proche, située sur la commune de Rousses à 4 km à vol d'oiseau, est de 10,6 °C et le cumul annuel moyen de précipitations est de 1 268,8 mm,. Pour l'avenir, les paramètres climatiques de la commune estimés pour 2050 selon différents scénarios d'émission de gaz à effet de serre sont consultables sur un site dédié publié par Météo-France en novembre 2022.

### Milieux naturels et biodiversité

#### Espaces protégés
La protection réglementaire est le mode d’intervention le plus fort pour préserver des espaces naturels remarquables et leur biodiversité associée,.
Dans ce cadre, la commune fait partie de la zone cœur du Parc national des Cévennes. Ce  parc national, créé en 1967, est un territoire de moyenne montagne formé de cinq entités géographiques : le massif de l'Aigoual, le causse Méjean avec les gorges du Tarn et de la Jonte, le mont Lozère, les vallées cévenoles ainsi que le piémont cévenol.
Les Cévennes sont également un territoire reconnu réserve de biosphère par l'UNESCO en 1985 pour la mosaïque de milieux naturels qui la composent et qui abritent une biodiversité exceptionnelle, avec 2 400 espèces animales, 2 300 espèces de plantes à fleurs et de fougères, auxquelles s’ajoutent d’innombrables mousses, lichens, champignons,.

#### Réseau Natura 2000

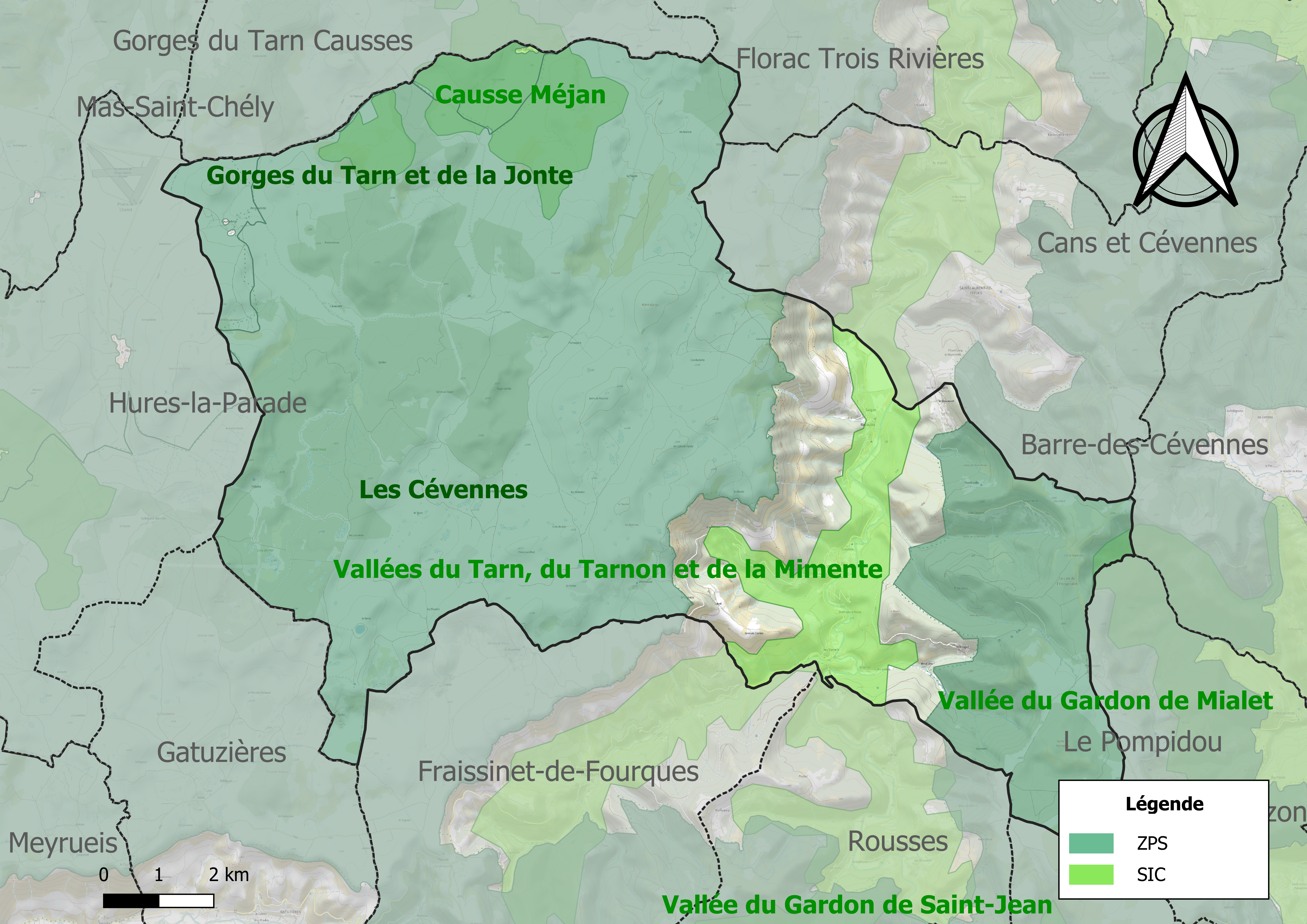
Sites Natura 2000 sur le territoire communal.

Le réseau Natura 2000 est un réseau écologique européen de sites naturels d'intérêt écologique élaboré à partir des directives habitats et oiseaux, constitué de zones spéciales de conservation (ZSC) et de zones de protection spéciale (ZPS).
Trois sites Natura 2000 ont été définis sur la commune au titre de la directive habitats :
- les « vallées du Tarn, du Tarnon et de la Mimente », d'une superficie de 10 493 ha, des habitats pour deux mammifères : la Loutre (Lutra lutra) et le castor[15] ;
- la « vallée du Gardon de Mialet », d'une superficie de 23 371 ha, abritant des populations de poissons d'intérêt communautaire, notamment le Barbeau méridional (Barbus meridionalis), mais aussi le Castor et l'Écrevisse à pattes blanches[16] ;
- le « causse Méjean », d'une superficie de 1 269 ha, un site avec des milieux représentatifs des habitats naturels caussenards à dominante dolomitique présentant un Mesobromion riche en orchidées[17]

et deux au titre de la directive oiseaux : 
- les « gorges du Tarn et de la Jonte », d'une superficie de 41 801 ha, englobant le territoire de près des trois-quarts de la population de Vautours fauves des grands causses qui furent l'un des principaux sites français de réintroduction de cette espèce[18] ;
- « les Cévennes », d'une superficie de 92 044 ha, correspondant précisément à la zone centrale du parc national des Cévennes et rassemblant plusieurs ensembles distincts. La diversité des milieux et des paysages permet le maintien d'une avifaune riche et diversifiée : au total, 135 espèces d'oiseaux, dont 22 inscrites à l'annexe 1 de la directive 79-409-CEE, recensées dans la zone centrale du parc, dont une vingtaine d'espèces de rapaces diurnes et sept nocturnes[19].

#### Zones naturelles d'intérêt écologique, faunistique et floristique
L’inventaire des zones naturelles d'intérêt écologique, faunistique et floristique (ZNIEFF) a pour objectif de réaliser une couverture des zones les plus intéressantes sur le plan écologique, essentiellement dans la perspective d’améliorer la connaissance du patrimoine naturel national et de fournir aux différents décideurs un outil d’aide à la prise en compte de l’environnement dans l’aménagement du territoire.
Sept ZNIEFF de type 1 sont recensées sur la commune :
- le « chaos dolomitique de Nîmes-le-vieux » (288 ha), couvrant 3 communes du département[21] ;
- la « colline de Fretma » (38 ha), couvrant 2 communes du département[22] ;
- les « contreforts oriental du causse Méjean entre Ferreyrettes et Fraissinet-de-Fourques » (957 ha), couvrant 3 communes du département[23] ;
- la « plaine de Chanet » (1 573 ha), couvrant 4 communes du département[24] ;
- la « rivière du Tarnon, de Vébron à Florac » (56 ha), couvrant 3 communes du département[25] ;
- les « Valats de Solpérières et de Broussous » (411 ha)[26] ;
- le « versant de la Can de l'Hospitalet » (451 ha), couvrant 3 communes du département[27] ;

et quatre ZNIEFF de type 2, : 
- les « Can de l'Hospitalet » (2 062 ha), couvrant 9 communes du département[28] ;
- le « causse Méjean » (33 342 ha), couvrant 13 communes du département[29] ;
- les « Hautes vallées des Gardons » (73 898 ha), couvrant 48 communes dont 27 dans le Gard et 21 dans la Lozère[30];
- la « vallée du Tarnon » (6 248 ha), couvrant 7 communes du département[31].

Cartes des ZNIEFF de type 1 et 2 à Vebron.
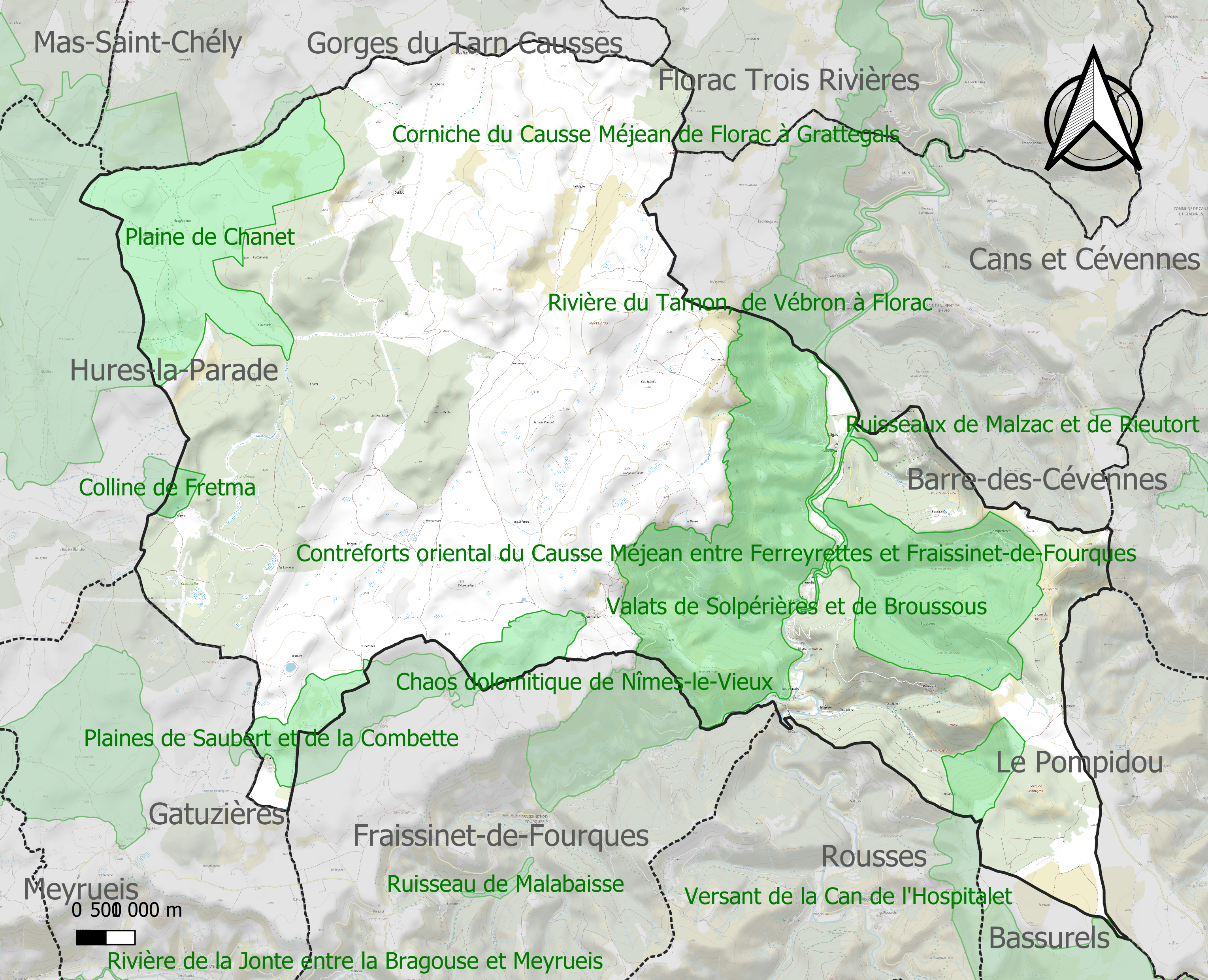
Carte des ZNIEFF de type 1 sur la commune.
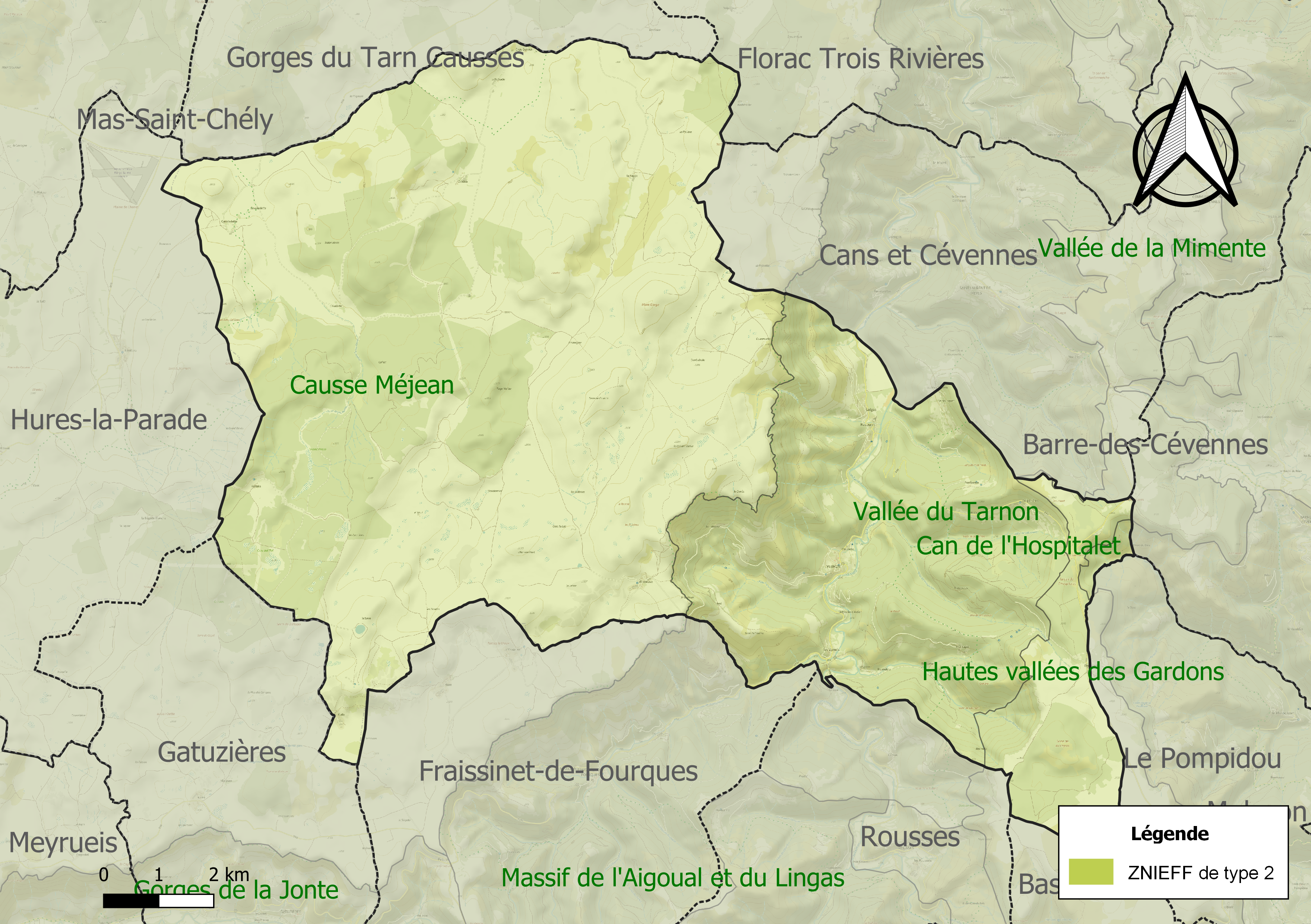
Carte des ZNIEFF de type 2 sur la commune.

## Urbanisme

### Typologie
Au 1er janvier 2024, Vebron est catégorisée commune rurale à habitat dispersé, selon la nouvelle grille communale de densité à sept niveaux définie par l'Insee en 2022.
Elle est située hors unité urbaine et hors attraction des villes,.

### Occupation des sols
L'occupation des sols de la commune, telle qu'elle ressort de la base de données européenne d’occupation biophysique des sols Corine Land Cover (CLC), est marquée par l'importance des forêts et milieux semi-naturels (93,4 % en 2018), une proportion sensiblement équivalente à celle de 1990 (93,5 %). La répartition détaillée en 2018 est la suivante : 
forêts (40,9 %), milieux à végétation arbustive et/ou herbacée (40,2 %), espaces ouverts, sans ou avec peu de végétation (12,2 %), terres arables (4,2 %), prairies (1,5 %), zones agricoles hétérogènes (1 %). L'évolution de l’occupation des sols de la commune et de ses infrastructures peut être observée sur les différentes représentations cartographiques du territoire : la carte de Cassini (XVIIIe siècle), la carte d'état-major (1820-1866) et les cartes ou photos aériennes de l'IGN pour la période actuelle (1950 à aujourd'hui).

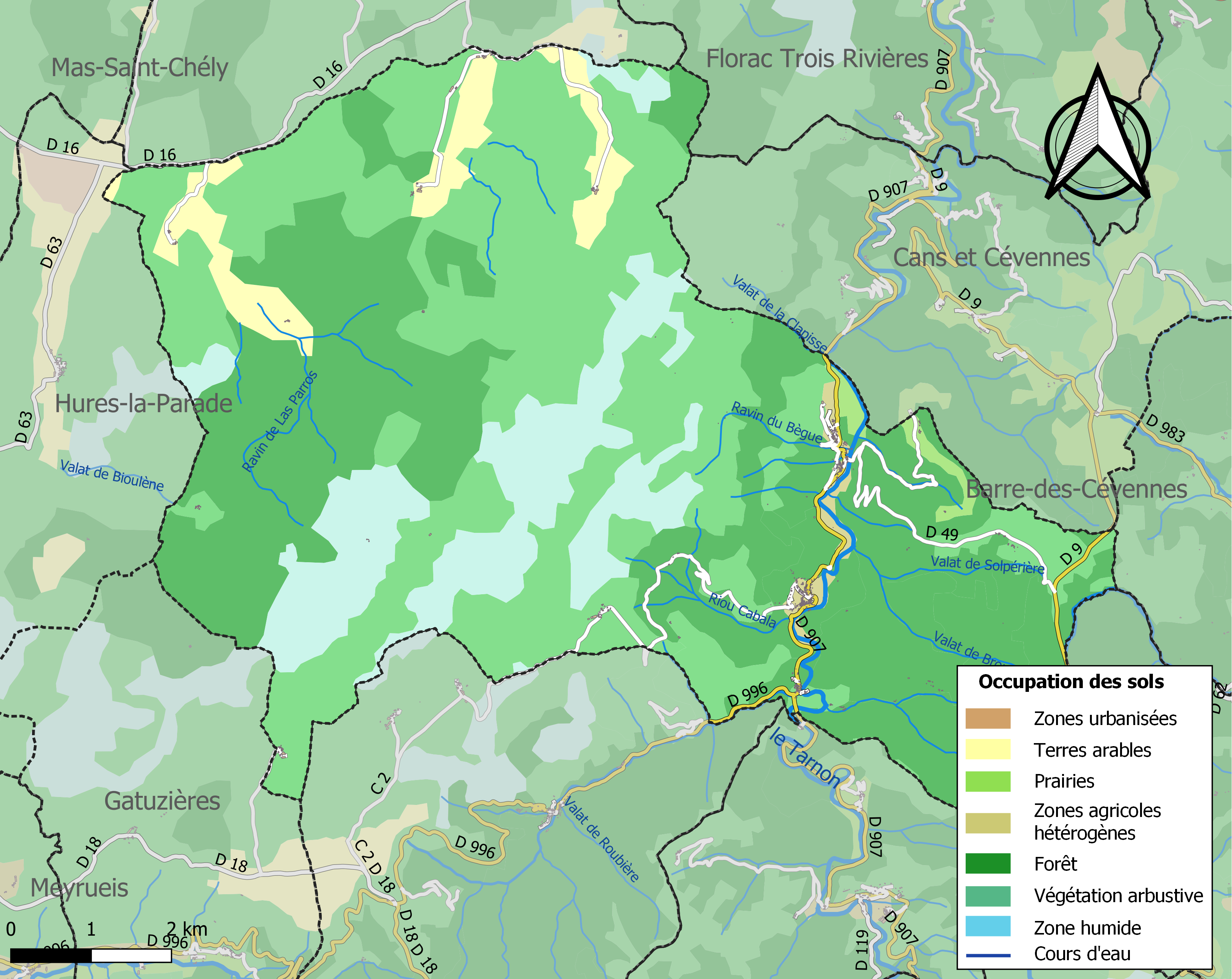
Carte des infrastructures et de l'occupation des sols de la commune en 2018 (CLC).

### Risques majeurs
Le territoire de la commune de Vebron est vulnérable à différents aléas naturels : météorologiques (tempête, orage, neige, grand froid, canicule ou sécheresse), inondations, feux de forêts, mouvements de terrains et séisme (sismicité faible). Un site publié par le BRGM permet d'évaluer simplement et rapidement les risques d'un bien localisé soit par son adresse soit par le numéro de sa parcelle.
Certaines parties du territoire communal sont susceptibles d’être affectées par le risque d’inondation par débordement de cours d'eau, notamment le Tarnon et le Gardon de Sainte-Croix. La commune a été reconnue en état de catastrophe naturelle au titre des dommages causés par les inondations et coulées de boue survenues en 1982, 1994, 2003, 2011 et 2020,.
Vebron est exposée au risque de feu de forêt. Un plan départemental de protection des forêts contre les incendies (PDPFCI) a été approuvé en décembre 2014 pour la période 2014-2023. Les mesures individuelles de prévention contre les incendies sont précisées par divers arrêtés préfectoraux et s’appliquent dans les zones exposées aux incendies de forêt et à moins de 200 mètres de celles-ci. L’arrêté du 23 mars 2018, complété par un arrêté de 2020, réglemente l'emploi du feu en interdisant notamment d’apporter du feu, de fumer et de jeter des mégots de cigarette dans les espaces sensibles et sur les voies qui les traversent sous peine de sanctions. L'arrêté du 23 août 2021, abrogeant un arrêté de 2002, rend le débroussaillement obligatoire, incombant au propriétaire ou ayant droit,,.

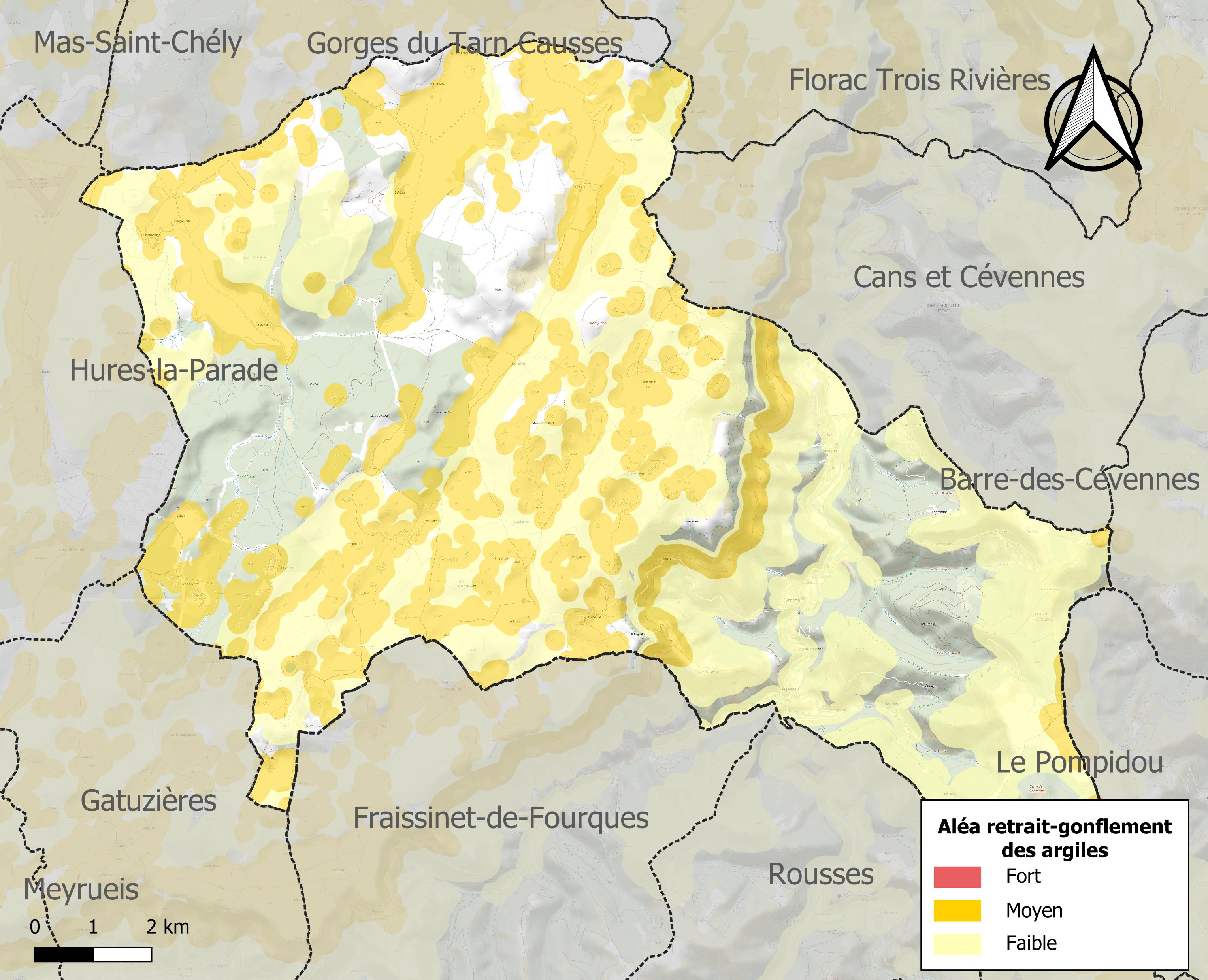
Carte des zones d'aléa retrait-gonflement des sols argileux de Vebron.

Les mouvements de terrains susceptibles de se produire sur la commune sont des affaissements et effondrements liés aux cavités souterraines (hors mines), des éboulements, chutes de pierres et de blocs, des glissements de terrain et des tassements différentiels. Par ailleurs, afin de mieux appréhender le risque d’affaissement de terrain, l'inventaire national des cavités souterraines permet de localiser celles situées sur la commune.
Le retrait-gonflement des sols argileux est susceptible d'engendrer des dommages importants aux bâtiments en cas d’alternance de périodes de sécheresse et de pluie. 34,5 % de la superficie communale est en aléa moyen ou fort (15,8 % au niveau départemental et 48,5 % au niveau national). Sur les 318 bâtiments dénombrés sur la commune en 2019,  23 sont en aléa moyen ou fort, soit 7 %, à comparer aux 14 % au niveau départemental et 54 % au niveau national. Une cartographie de l'exposition du territoire national au retrait gonflement des sols argileux est disponible sur le site du BRGM,.
Par ailleurs, afin de mieux appréhender le risque d’affaissement de terrain, l'inventaire national des cavités souterraines permet de localiser celles situées sur la commune.

## Toponymie
« Vebron » est issu du vieil occitan vibrë ou vibro pour « castor ». Cet animal a été réintroduit et on peut le surprendre tout près du village, le long du Tarnon.
D'ailleurs Vebron organise chaque année une course pédestre appelée « La Ronde des castors » aux environs du 15 août.

## Politique et administration
| Période | Période  | Identité                    | Étiquette | Qualité                                          |
| ------- | -------- | --------------------------- | --------- | ------------------------------------------------ |
| 1790    | ?        | François Lozeran de Fressac |           |                                                  |
| ?       | 1995     | Jacqueline Broussous        | PS        |                                                  |
| 1995    | En cours | Alain Argilier              | PRG-MRSL  | Conseiller général du canton de Florac 2001-2015 |

## Population et société

### Démographie
Les habitants sont appelés les Vebronnais.
L'évolution du nombre d'habitants est connue à travers les recensements de la population effectués dans la commune depuis 1793. Pour les communes de moins de 10 000 habitants, une enquête de recensement portant sur toute la population est réalisée tous les cinq ans, les populations de référence des années intermédiaires étant quant à elles estimées par interpolation ou extrapolation. Pour la commune, le premier recensement exhaustif entrant dans le cadre du nouveau dispositif a été réalisé en 2004.

En 2022, la commune comptait 225 habitants, en évolution de +13,07 % par rapport à 2016 (Lozère : +0,11 %, France hors Mayotte : +2,11 %).
| 1793  | 1800  | 1806  | 1821  | 1831  | 1836  | 1841  | 1846  | 1851  |
| ----- | ----- | ----- | ----- | ----- | ----- | ----- | ----- | ----- |
| 1 250 | 1 207 | 1 194 | 1 258 | 1 289 | 1 504 | 1 505 | 1 510 | 1 176 |

| 1856  | 1861  | 1866  | 1872 | 1876 | 1881  | 1886  | 1891 | 1896 |
| ----- | ----- | ----- | ---- | ---- | ----- | ----- | ---- | ---- |
| 1 056 | 1 043 | 1 059 | 987  | 991  | 1 043 | 1 026 | 918  | 906  |

| 1901 | 1906 | 1911 | 1921 | 1926 | 1931 | 1936 | 1946 | 1954 |
| ---- | ---- | ---- | ---- | ---- | ---- | ---- | ---- | ---- |
| 885  | 893  | 750  | 614  | 562  | 555  | 532  | 405  | 326  |

| 1962 | 1968 | 1975 | 1982 | 1990 | 1999 | 2004 | 2006 | 2009 |
| ---- | ---- | ---- | ---- | ---- | ---- | ---- | ---- | ---- |
| 242  | 249  | 204  | 174  | 188  | 197  | 228  | 231  | 204  |

| 2014 | 2019 | 2022 | - | - | - | - | - | - |
| ---- | ---- | ---- | - | - | - | - | - | - |
| 194  | 214  | 225  | - | - | - | - | - | - |

## Économie

### Revenus
En 2018, la commune compte 97 ménages fiscaux, regroupant 176 personnes. La médiane du revenu disponible par unité de consommation est de 17 260 € (20 420 € dans le département).

### Emploi
|                | 2008   | 2013   | 2018   |
| -------------- | ------ | ------ | ------ |
| Commune        | 11,7 % | 13,6 % | 10,8 % |
| Département    | 5 %    | 6,4 %  | 7,1 %  |
| France entière | 8,3 %  | 10 %   | 10 %   |

En 2018, la population âgée de 15 à 64 ans s'élève à 127 personnes, parmi lesquelles on compte 75,4 % d'actifs (64,6 % ayant un emploi et 10,8 % de chômeurs) et 24,6 % d'inactifs,. Depuis 2008, le taux de chômage communal (au sens du recensement) des 15-64 ans est supérieur à celui de la France et du département.
La commune est hors attraction des villes,. Elle compte 51 emplois en 2018, contre 40 en 2013 et 45 en 2008. Le nombre d'actifs ayant un emploi résidant dans la commune est de 85, soit un indicateur de concentration d'emploi de 60 % et un taux d'activité parmi les 15 ans ou plus de 55,8 %.
Sur ces 85 actifs de 15 ans ou plus ayant un emploi, 40 travaillent dans la commune, soit 47 % des habitants. Pour se rendre au travail, 72,4 % des habitants utilisent un véhicule personnel ou de fonction à quatre roues, 11,5 % s'y rendent en deux-roues, à vélo ou à pied et 16,1 % n'ont pas besoin de transport (travail au domicile).

## Culture locale et patrimoine

### Lieux et monuments
- Le château de Salgas, utilisé par la comtesse de Bernis et la famille de Piza au XVe siècle.
- Sous le hameau de l'Hospitalet (commune du Pompidou) se situe la grotte appelée Baume dolente[47]. Il s'agit d'un endroit difficile d'accès qui, lors des dragonnades et la période du Désert, permettait aux protestants de pratiquer leur culte, sans crainte de représailles.
- Église Saint-Joseph de Cros Garnon.
- Église Saint-Pierre de Vebron (désacralisée).
- Temple de l’Église réformée de Vebron.

L'église de Vebron a été désacralisée par l'évêque de Mende. Le bâtiment appartient désormais à la mairie de Vebron. Une autre église est située sur la commune, au hameau de Cros-Garnon, sur le causse Méjean. Le mobilier de l'église de Vebron est venu alimenter celui de l'église de Cros-Garnon. Le temple protestant de Vebron, construit par les habitants en 1823, a été complètement rénové en 2000. Il sert toujours de lieu de culte pour l'Église réformée de France, et est aussi devenu un lieu culturel où festivals, concerts et conférences se déroulent tout au long de l'année.

### Festival
Depuis 1988, se tient chaque année à Vébron le Festival International du Film parrainé par la comédienne Bernadette Lafont, le réalisateur Jacques Malaterre et l'auteur et metteur en scène cévenol Lionnel Astier.
En 2021, la 34e édition du Festival se déroulera du 20 au 24 juillet.

### Personnalités liées à la commune
- François de Pelet, baron de Salgas (1646-1717), Ancien capitaine de mousquetaires, en 1703, il tente une médiation entre les Camisards et les troupes royales mais est accusé de complicité par l'intendant de Basville et condamné aux galères.
- François Lozeran de Fressac (1753-1824), homme politique, député et préfet de la Lozère.
- Paul Arnal (1871-1950), fondateur du Club cévenol en 1894 et inventeur du chaos de Nîmes-le-Vieux en 1908, fut pasteur à Vebron pendant 14 ans.

### Héraldique
| Blason de Vebron | Blason  | D’azur, à un château de trois tours d’argent, maçonné de sable, et une champagne ondée d’argent, chargée d’un castor de gueules. |
| Blason de Vebron | Détails | Le château symbolise chacun de ces bâtiments présents sur le territoire communal. Comme il y en a trois c’est la raison des trois tours. On trouve ainsi le château de Roux, celui de Salgas et celui de Vebron. La champagne ondée symbolise le Tarnon qui traverse le territoire communal. Le castor traduit le nom de la commune. Les ornements représentent du châtaignier pour les forêts communales. Le listel d'argent porte le nom de la commune en lettres majuscules de sable. La couronne de tours dit que l’écu est celui d’une commune ; elle n’a rien à voir avec des fortifications. Le statut officiel du blason reste à déterminer. |